# 로짓
로짓(logit)은 통계학에서 표준 로지스틱 분포의 분위수함수이며, 오즈비(odds ratio)의 자연로그이다. 데이터 분석 및 기계 학습, 특히 데이터 변환에 많은 용도로 사용된다.

## 같이 보기
- 시그모이드 함수
- 퍼셉트론
- 프로빗